# Microthurge friesei
Microthurge friesei là một loài ong trong họ Megachilidae. Loài này được Ducke miêu tả khoa học đầu tiên năm 1907.